# 高樂雪
高樂雪（Gorak Shep或Gorakshep）是尼泊爾萨加玛塔专区索卢昆布县的一个城镇。该地海拔約5140公尺，位於坤布冰河旁，鄰近聖母峰基地營。高樂雪的前身是1952年，由瑞士登山隊創立的基地營；後來基地營往前推進至坤布冰瀑，高樂雪成為基地營前最後一個有永久設施的據點。健行遊客除了前往基地營外，也可攀登附近的卡拉帕塔，一覽坤布冰河與聖母峰之景。

高樂雪
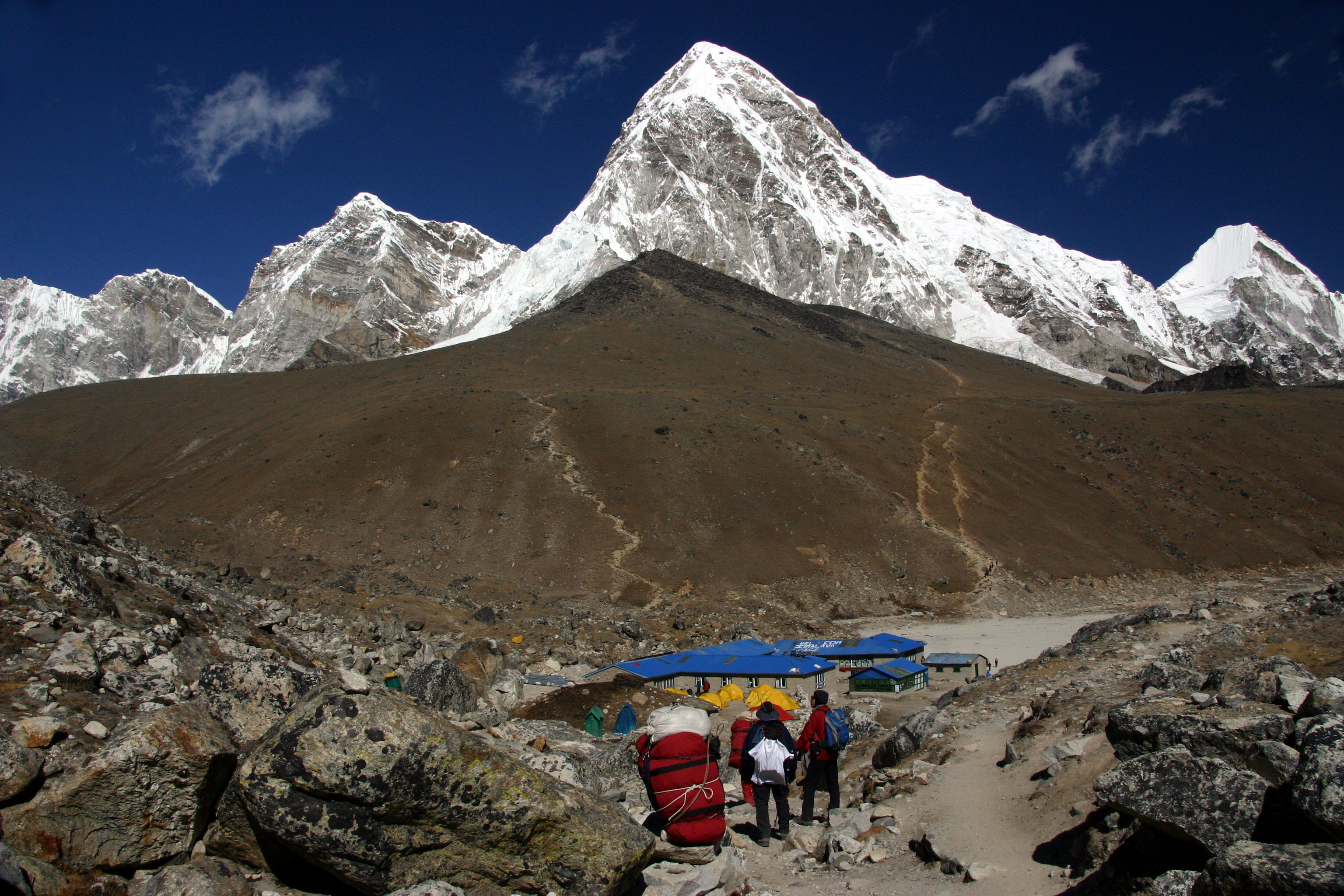
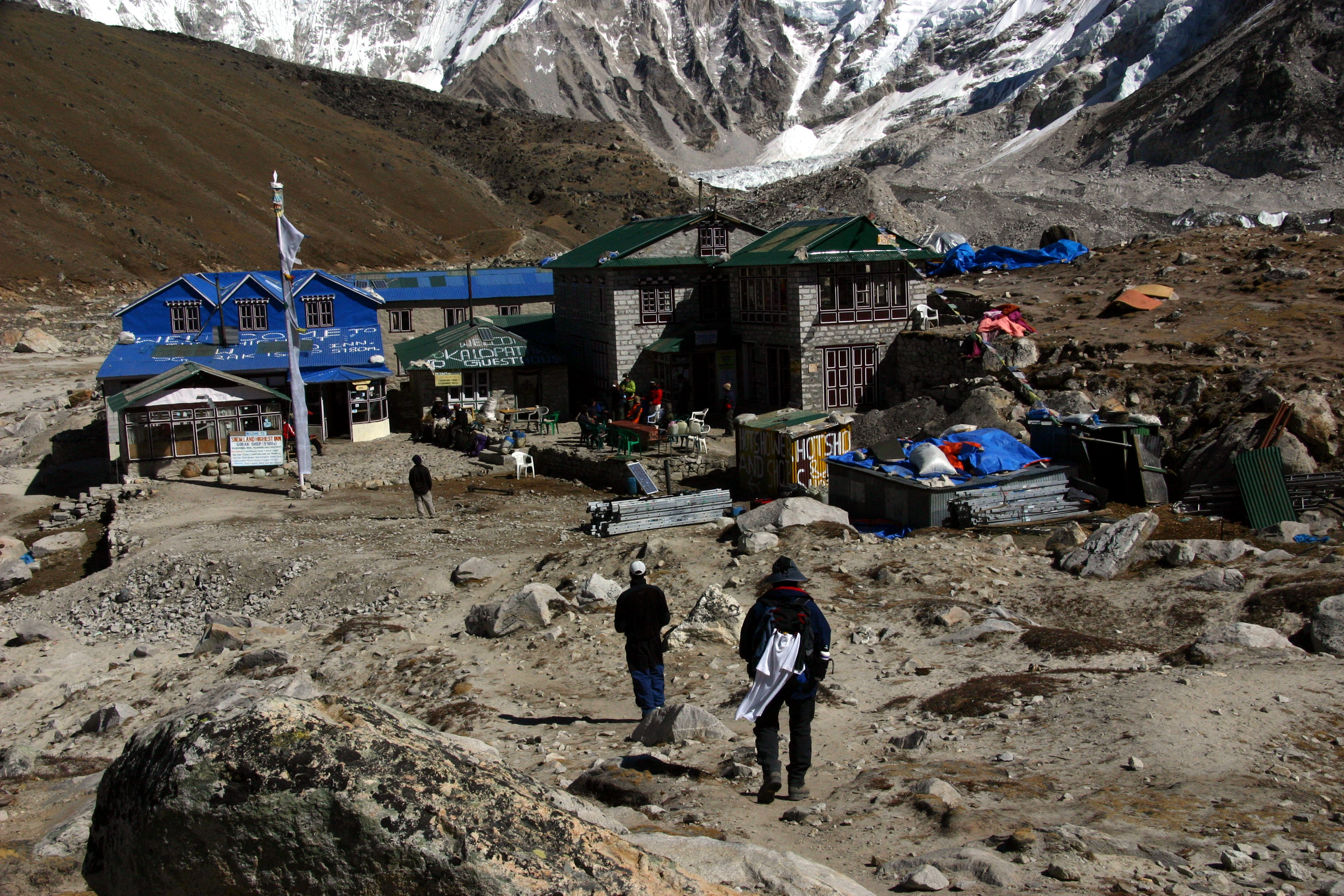
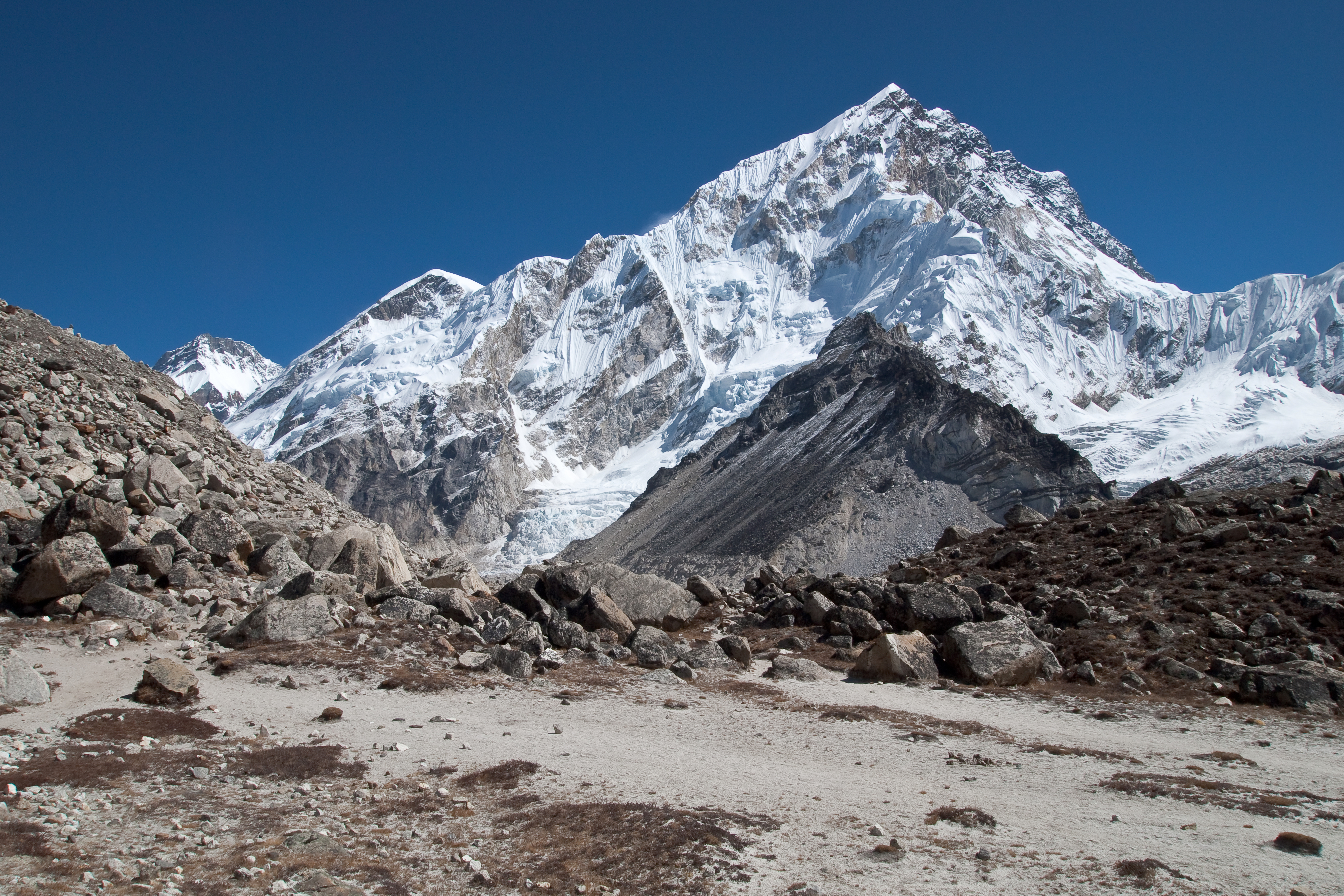

## 資料來源
1. ↑  Nepa Maps (Pvt.Ldt. ), NE517: Everest Base Camp & Gokyo, Kathmandu, Nepal, 2013
2. ↑  Bradley, Mayhew; "Trekking in the Nepal Himalaya"; (2009); 9th edition; p 97 (map) and pp 120-122; Lonely Planet; ISBN 978-1-74104-188-0.